# Wiadukt Gabriela Narutowicza
Wiadukt Gabriela Narutowicza – wiadukt drogowy nad linią kolejową nr 395 (obwodnicą i stacją towarową Poznań Piątkowo), w granicach Poznania (Piątkowo i Podolany) oraz Suchego Lasu.

## Opis
Wiadukt Gabriela Narutowicza był pierwszym w Poznaniu obiektem inżynieryjnym o konstrukcji podwieszanej. Znajduje się w ciągu ul. Obornickiej. Jego patronem jest Gabriel Narutowicz – pierwszy Prezydent Polski. Obecną nazwę nadano na mocy Uchwały Rady Miasta Poznania z 27 maja 2003 roku.
Ma długość całkowitą 286 m i nośność 40 ton. W jego skład wchodzą dwa pasy jezdni o szerokości 8 m oraz dwie 2,5-metrowe drogi pieszo-rowerowe. Nocą jest podświetlony.
Wiadukt jest punktem końcowym drogi wojewódzkiej nr 433. W latach 1986–2014 był częścią drogi krajowej nr 11, a jeszcze wcześniej stanowił fragment drogi państwowej nr 155.